# Alexandre Cioranescu

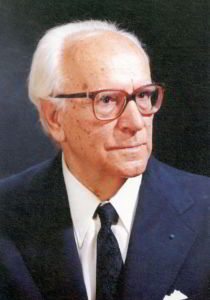
Alexandre Cioranescu

Alexandre Cioranescu (rumänisch Alexandru Ciorănescu, spanisch Alejandro Cioranescu) (* 15. November 1911 in Moroeni; † 25. November 1999 in Santa Cruz de Tenerife) war ein rumänischer Autor, Romanist, Komparatist und Historiker mit französischer Staatsangehörigkeit, der in Rumänien, in Frankreich und 50 Jahre auf Teneriffa wirkte. 

## Leben und Werk
Cioranescu machte in Rumänien das beste Abitur seines Jahrgangs. Er studierte in Bukarest, sowie ab 1934 an der Sorbonne und promovierte dort mit der Arbeit L'Arioste en France des origines à la fin du XVIIIe siècle (2 Bde., Paris 1939, Turin 1970, Paris 1970). Von 1938 bis 1940 war er Lektor an der Universität Lyon, von 1940 bis 1942 Kulturattaché der rumänischen Botschaft in Paris, ging dann nach Bukarest zurück, erreichte 1946 eine neuerliche Botschaftstätigkeit in Paris, wurde aber 1947 von den neuen kommunistischen Machthabern Rumäniens entlassen und ging 1948 (zunächst als Lektor für Französisch) an die Universität La Laguna auf Teneriffa. Er blieb dort bis an sein Lebensende, meist als Professor „encargado de curso“. 1958 erlangte er die französische Staatsbürgerschaft und wurde ab 1965 von der Universität Bordeaux nach La Laguna abgeordnet zur Lehre in der Komparatistik, ab 1978 als ordentlicher Professor für Vergleichende Literaturwissenschaft. 

Die Universität La Laguna machte Cioranescu 1990 zu ihrem Ehrendoktor.

In Santa Cruz de Tenerife ist eine Straße (Calle Alejandro Cioranescu) nach ihm benannt. 

## Weitere Werke

### Bibliographien
- Bibliographie de la littérature française du XVIe siècle, Paris 1959, Genf 1975
- Bibliographie de la littérature française du dix-septième siècle, 3 Bde., Paris 1965–1966, 1969, Genf 1994
- Bibliographie de la littérature française du dix-huitième siècle, 3 Bde., Paris 1969, Genf 1999
- Bibliografía franco-española 1600-1715, Madrid 1977
- Bibliografía canaria 1949-1989, Las Palmas 1989

### Monographien und Herausgebertätigkeit (Literatur- und Sprachwissenschaft)
- Les 'Imitations de l'Arioste' de Philippe Desportes, in: Mélanges de l'école roumaine en France 12, 1934, S. 63–152; Vălenii de Munte 1936
- (Hrsg.) Jean Thomas, Isabelle. Tragédie imitée de l'Arioste, Paris 1938
- Vie de Jacques Amyot, Paris 1941
- Literatura comparata. Studii si schițe, Craiova 1944
- Estudios de literatura española y comparada, San Cristóbal de La Laguna (La Laguna de Tenerife) 1954
- El barroco o el descubrimiento del drama, La Laguna 1957 (rumänisch 1980)
- Diccionario etimológico rumano, La Laguna 1958 – 1966 (rumänisch: Dicţionarul etimologic al limbii române, Bukarest 2001)
- Principios de literatura comparada, La Laguna 1964, (mit Vorwort durch Antonio Álvarez de la Rosa) Santa Cruz de Tenerife 2006 (rumänisch 1997)
- Colón humanista. Estudios de humanismo atlántico, Madrid 1967
- L'Avenir du passé. Utopie et littérature, Paris 1972 (rumänisch 1996)
- Vasile Alecsandri, New York 1973
- Ion Barbu, New York, 1981 (rumänisch Bukarest 1996)
- Le masque et le visage. Du baroque espagnol au classicisme français, Genf 1983
- Los hispanismos en el francés clásico, Madrid 1987
- Eminescu sub fiorul timpului, Bukarest 2000 (Vorwort durch Nicolae Florescu)

### Geschichtswissenschaft
- La Tradition historique et l'origine des Roumains, Bukarest 1942
- La Roumanie vue par les étrangers, Bukarest 1944
- Bartolomé Cairasco de Figueroa. Su vida, su familia, su amigos. In: Anuario de estudios atlánticos 3, 1957, S. 275–386
- (Hrsg. mit Elias Serra y Rafóls) Le Canarien. Crónicas francesas de la conquista de Canarias, 4 Bde., 1959-1964-1980; 2004
- Colón y Canarias, La Laguna, 1959, Santa Cruz, 1979
- La primera biografia de Cristóbal Colón. Fernando Colón y Bartolomé de las Casas, Santa Cruz 1960
- (Hrsg.) Oeuvres de Christophe Colomb, Paris 1961
- Thomas Nichols. Mercader de azúcar, hispanista y hereje, La Laguna 1963
- Agustín de Betancourt. Su obra técnica y ciéntifica, La Laguna 1965
- La Laguna. Guía histórica y monumental, La Laguna 1965
- Historia de Santa Cruz de Tenerife, 2 Bde., Santa Cruz 1977–1978
- Juan de Bethencourt, Santa Cruz de Tenerife 1982
- Historia del Cabildo Insular de Tenerife 1913-1988, Santa Cruz de Tenerife 1988
- Diccionario biográfico de canarios americanos, Santa Cruz de Tenerife 1992

### Literarische Werke
- (Übersetzer) Jean Moréas, Stanțe, Bukarest 1945
- Don Carlos de Viana. Drama, Paris 1954
- Alexandre Treize [Pseudonym], Le couteau vert, Paris 1963 (rumänisch 1993)
- (Übersetzer und Hrsg.) Dante, La Divine Comédie, Lausanne 1964 (L’Enfer. Le Purgatoire) et 1968 (Le Paradis. Commentaire) Texte Italien et Français Coloré Italien et Français coloré
- Care Daniel? Roman, Bukarest 1995
- Paiața tristă. Povestiri, Bukarest 2002